# Bianka Schwede
Bianka Schwede (Dresden, 9 januari 1953) is een Duits roeister.
Schwede won tijdens de Olympische Zomerspelen 1976 in het Canadese Montreal de gouden medaille in de vier-met-stuurvrouw. Dit waren de eerste spelen waarbij vrouwen mochten deelnemen aan het roeien.
Een jaar later werd Schwede in Amsterdam wereldkampioen in de acht.

## Resultaten

### Olympische Zomerspelen
| Jaar | Plaats   | Resultaten                |
| ---- | -------- | ------------------------- |
| 1976 | Montreal | in de vier-met-stuurvrouw |

### Wereldkampioenschappen roeien
| Jaar | Plaats    | Resultaten |
| ---- | --------- | ---------- |
| 1977 | Amsterdam | in de acht |

1976: Karin Metze & Bianka Schwede & Gabriele Lohs & Andrea Kurth & Sabine Heß ·
1980: Ramona Kapheim & Silvia Fröhlich & Angelika Noack & Romy Saalfeld & Kirsten Wenzel·
1984: Florica Lavric & Maria Fricioiu & Chira Apostol & Olga Bularda & Viorica Ioja·
1988: Martina Walther & Gerlinde Doberschütz & Carola Hornig & Birte Siech & Sylvia Rose